# Zespół Finlaya-Marksa
Zespół Finlaya-Marksa (asocjacja ubytek skalpu-malformacje uszu-brak brodawek sutkowych, ang. Finlay-Marks syndrome, scalp-ear-nipple syndrome, SEN syndrome) – rzadki zespół wad wrodzonych (traktowany też jako asocjacja wad), o autosomalnym dominującym typie dziedziczenia. Jednostkę chorobową opisali jako pierwsi dermatolodzy Andrew Y. Finlay i Ronald Marks w 1978 roku.

## Objawy i przebieg
Na fenotyp zespołu składają się:
- nieprawidłowości skóry skalpu: twarde grudki podskórne, niepokryte włosami, w okolicy potylicznej, pomarszczona skóra skalpu w tej okolicy
- wady małżowin usznych
- aplazja lub hipoplazja gruczołów sutkowych (atelia)
- inne opisywane wady:
  - wady uzębienia (szeroko rozstawione zęby, zęby w okresie noworodkowym, brak uzębienia stałego)[3][4]
  - hypohidrosis
  - hipoplazja paznokci[3]
  - cechy dysmorficzne twarzy (epicanthus, krótka kolumienka nosa, przodopochylenie nozdrzy)[3]
  - zdwojenie układu moczowodowo-miedniczkowego
  - hipoplazja nerek[5][6]
  - zaćma
  - nadciśnienie tętnicze
  - cukrzyca
  - częściowa syndaktylia.